# 浜本郁香
浜本 郁香（はまもと あやか、2月10日 - ）は、日本の女性声優。ロックンバナナ所属。埼玉県出身。血液型はAB型

## 経歴・人物
テンションの高さが際立ち、独特の笑い方が印象に残る。
飼い犬のポメラニアンを溺愛しており、「おしりがたまらない」と発言して周囲を引かせた。
なにかとダイエットに励んでいる。
交友関係は、イエローテイルの中家志穂、アーツビジョンの長谷川明子、マウスプロモーションの設楽麻美と親交がある。

## 出演作品

### ゲーム
- 悪代官3（あざみ）

### ドラマCD
- (株)ツバメ警備保障（石川 香織）

### ラジオ
- カーヤ・あやかのはまもとシャッフル（終了）
- メゾンちゅきあ（ロックンバナナ・（一部）ドンキホーテ提供）

### その他
- 復刻!GS〜グループサウンズ（舞台 2006年9月）